# Wesley Lopes Beltrame
Wesley Lopes Beltrame (Catanduva, 24 de junho de 1987) é um ex-futebolista brasileiro que atuava como volante.

## Carreira

### Santos

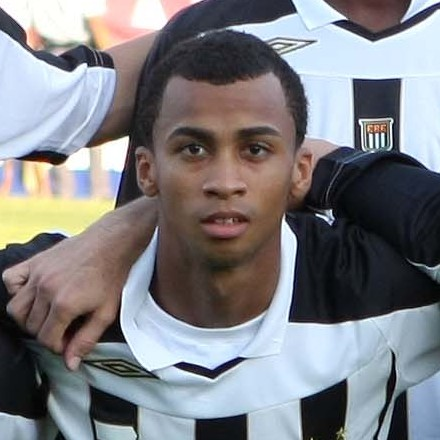
Wesley no Santos em 2008.

Revelado nas categorias de base do Santos FC, Wesley estreou no profissional em 2007. No mesmo ano, esteve no time júnior campeão Paulista Sub-20. Começou a carreira como atacante e teve oportunidades durante a Libertadores da América de 2008, com o então técnico Emerson Leão.
Em 2008, foi sondado pelo Palmeiras, justamente na época em que seu contrato estava terminando, mas acabou acertando a sua renovação com o time santista até 2012.

### Atlético Paranaense
Tendo poucas oportunidade no clube, atuando em apenas uma partida em 2009, e em março daquele ano o jogador foi emprestado pelo Santos ao Atlético Paranaense até o término da temporada.
O atleta viveu um dos seus grandes momentos na partida entre Atlético Paranaense e Cianorte, quando marcou o gol que ajudou a equipe atleticana a levantar o troféu do Campeonato Paranaense de 2009.
Wesley também fez boas apresentações no Campeonato Brasileiro de 2009 e, ao final da temporada, os dirigentes do Furacão tentaram a compra definitiva do jogador. Como não houve acordo, o jogador voltou ao Santos.

### Retorno ao Santos
Na volta ao Santos, atuou muito bem tanto como volante quanto como lateral-direito, sendo eleito pela FPF (Federação Paulista de Futebol) como melhor lateral-direito do torneio. Foi peça fundamental no meio-campo do time, ao lado de Arouca e Paulo Henrique Ganso, nas conquistas do Campeonato Paulista e da Copa do Brasil de 2010.
Em junho de 2010, a diretoria do Santos recebeu uma proposta do Werder Bremen pelo jogador. Especula-se que essa proposta inicial girava em torno de 5 milhões de euros e Wesley declarou à época ter interesse em atuar no futebol europeu, além da boa proposta financeira apresentada. Todavia, em agosto de 2010, o Benfica entrou na disputa pelo jogador, falando-se numa proposta que, embora fosse superior em relação aos direitos federativos (6,5 milhões de euros), seria inferior em termos de salário ao que o jogador auferiria na Alemanha. Porém, o Werder Bremen demonstrou que realmente queria o jogador, oferecendo ao Santos Futebol Clube o valor da multa rescisória pedida pelo clube, de 10 milhões de euros (22,6 milhões de reais na época). Com a vontade de Wesley em atuar na Europa, ele acabou sendo vendido para o Werder Bremen em agosto de 2010.

### Werder Bremen
Wesley anotou seu primeiro gol com a camisa do Werder Bremen em jogo pela Bundesliga contra o Borussia Mönchengladbach no dia 23 de outubro de 2010, sendo o segundo gol da vitória de sua equipe por 4x1. O segundo gol do jogador pelo Werder Bremen foi na terceira rodada da Bundesliga 2011-12 contra o Freiburg, no dia 20 de agosto de 2011.
Em março de 2012, após sondagens do Palmeiras, o site oficial do Werder Bremen anunciou que Wesley seria liberado para defender o Verdão. A notícia pegou de surpresa a diretoria alviverde. A cúpula palmeirense ainda estudava maneiras de impulsionar o projeto de arrecadações por meio de doações de torcedores, que não teve muito sucesso até então. De acordo com o gerente de futebol do Werder, Klaus Allofs, a transferência foi concretizada porque o clube paulista apresentou as garantias bancárias para a contratação do jogador. O dirigente alemão, inclusive, comemora o desfecho positivo da negociação, avaliado em mais de R$ 21,3 milhões de reais.
Como o Palmeiras não dispunha dos 2 milhões de euros para pagar a primeira parcela do jogador aos alemães, um investidor apareceu disposto a pagar essa primeira parcela e concretizou a negociação, que teve um valor total de 10 milhões de euros.

### Palmeiras
Em fase de adaptação na volta ao futebol brasileiro, durante sua quarta partida pelo Palmeiras, contra o Guarani, Wesley rompeu o ligamento cruzado anterior do joelho direito, o que o tirou dos gramados pelo restante da temporada.
No dia 20 de outubro de 2012, Wesley entrou em campo após 7 meses se recuperando da lesão, na vitória por 2 a 0 contra o Cruzeiro, após ser relacionado pela primeira vez após a contusão -- ouvindo do banco de reservas a torcida gritar seu nome, entrando aos 27 minutos do segundo tempo, criando oportunidades e tornando-se peça importante na vitória, válida pela 32ª rodada do Campeonato Brasileiro. Sua dedicação na equipe foi fundamental na temporada seguinte, e em 2013 Wesley foi um dos principais jogadores do elenco que disputou o Brasileirão 2013.
Em 2014, ano do centenário do Palmeiras, Wesley inicia muito bem a temporada, marcando gols e criando oportunidades no Campeonato Paulista, se consolidando como titular absoluto da equipe e se identificando cada vez mais com a torcida.
Na metade da temporada, ao contrário do que se via nas ultimas temporadas, Wesley foi caindo de produção. No dia 19 de novembro de 2014, dia da inauguração da Allianz Parque, Wesley completou 100 jogos pelo Palmeiras, a partida terminou com a vitória do Sport por 2 a 0.
Ao término da temporada 2014, foi anunciado que Wesley não faria mais parte dos planos do Palmeiras para 2015, despertando o interesse do São Paulo e do Santos (que teria interesse em repatriar o jogador). O clube alviverde não cedeu o jogador antes do término do vinculo, fazendo com que Wesley tivesse que esperar até 27 de fevereiro de 2015 para assinar um novo contrato.

### São Paulo
No dia 1 de março de 2015, Wesley é apresentado oficialmente como jogador do São Paulo. O gerente de futebol do clube do Morumbi, Ataíde Gil Guerreiro, elogiou o meia em entrevista ao site oficial do time. "O Wesley chega para fechar o nosso grupo. Ele é um jogador versátil, que teve passagens por clubes importantes e que com certeza será muito útil para qualificar ainda mais o nosso elenco”, afirmou Ataíde.
Com boas atuações pelo tricolor, a trajetória de Wesley com a camisa do São Paulo começou bem: o camisa 19 rapidamente conquistou a condição de titular e tem sido muito importante para o time, como na vitória por 2 a 1 sobre o Flamengo na estreia no Campeonato Brasileiro.
Em 27 de agosto de 2016, Wesley, alvo de críticas da torcida são-paulina, foi agredido, após invasão de torcedores ao Centro de Treinamento do clube, na Barra Funda.
No dia 15 de setembro, em partida contra o Cruzeiro, fez o gol da vitória do São Paulo por 1 a 0, no Morumbi.
Em 19 de agosto de 2017, acertou sua rescisão de contrato, fazendo 82 jogos e marcando dois gols com a camisa do São Paulo.

### Sport
Em 19 de agosto de 2017, no mesmo dia após rescindir seu contrato com o São Paulo, acertou sua ida para o Sport. Porém, o clube só confirmou a sua contratação no dia 21 de agosto de 2017. Em 14 de dezembro, o Sport optou por não renovar seu contrato, ficando livre no mercado.

### América Mineiro
No dia 22 de fevereiro de 2018, o presidente do América Mineiro, Marcus Salum, anunciou a contratação de Wesley pelo Twitter. Após os exames médicos, assinou contrato até o fim do ano.

### Criciúma
No dia 20 de março de 2019, Wesley foi anunciado pelo Criciúma.

### Avaí
Em dezembro de 2019, assinou contrato com o Avaí.

### CRB
Em novembro de 2020, Wesley foi anunciado como reforço do CRB. Saiu do clube em dezembro de 2021.

### Ponte Preta
Dias depois de sair do CRB, a Ponte Preta anunciou Wesley como reforço para a temporada 2022. Foi dispensado do clube em outubro de 2022, após não fazer parte dos planos da diretoria.

### Aposentadoria
Em março de 2023, Wesley anunciou sua aposentadoria do futebol, aos 35 anos.

## Seleção Brasileira
No dia 23 de setembro de 2010, Wesley foi convocado para amistosos da Seleção Brasileira realizados em outubro daquele ano contra as seleções do Irã e da Ucrânia.

## Estatísticas
Atualizado até 2 de fevereiro de 2020.

### Clubes
| Equipe              | Temporada | Campeonato nacional | Campeonato nacional | Copa nacional | Copa nacional | Competições continentais[b] | Competições continentais[b] | Outros torneios[c] | Outros torneios[c] | Total | Total |
| Equipe              | Temporada | Jogos               | Gols                | Jogos         | Gols          | Jogos                       | Gols                        | Jogos              | Gols               | Jogos | Gols  |
| ------------------- | --------- | ------------------- | ------------------- | ------------- | ------------- | --------------------------- | --------------------------- | ------------------ | ------------------ | ----- | ----- |
| Atlético Paranaense | 2009      | 33                  | 2                   | –             | –             | 2                           | 1                           | –                  | –                  | 35    | 3     |
| Atlético Paranaense | Total     | 33                  | 2                   | –             | –             | 2                           | 1                           | –                  | –                  | 35    | 3     |
| Werder Bremen       | 2010–11   | 20                  | 1                   | 1             | 0             | 4                           | 0                           | –                  | –                  | 25    | 1     |
| Werder Bremen       | 2011–12   | 6                   | 1                   | –             | –             | –                           | –                           | –                  | –                  | 6     | 1     |
| Werder Bremen       | Total     | 26                  | 2                   | 1             | 0             | 4                           | 0                           | –                  | –                  | 31    | 2     |
| Palmeiras           | 2012      | 4                   | 0                   | 1             | 0             | –                           | –                           | 3                  | 0                  | 8     | 0     |
| Palmeiras           | 2013      | 28                  | 7                   | 2             | 0             | 6                           | 0                           | 16                 | 0                  | 52    | 7     |
| Palmeiras           | 2014      | 26                  | 2                   | 4             | 0             | –                           | –                           | 12                 | 3                  | 42    | 5     |
| Palmeiras           | Total     | 58                  | 9                   | 7             | 0             | 6                           | 0                           | 31                 | 0                  | 102   | 12    |
| São Paulo           | 2015      | 25                  | 1                   | 5             | 0             | 2                           | 0                           | 2                  | 0                  | 34    | 1     |
| São Paulo           | 2016      | 21                  | 1                   | 1             | 0             | 9                           | 0                           | 8                  | 0                  | 39    | 1     |
| São Paulo           | 2017      | 3                   | 0                   | 1             | 0             | –                           | –                           | 5                  | 0                  | 9     | 0     |
| São Paulo           | Total     | 49                  | 2                   | 7             | 0             | 11                          | 0                           | 15                 | 0                  | 82    | 2     |
| Sport               | 2017      | 9                   | 0                   | –             | –             | –                           | –                           | –                  | –                  | 9     | 0     |
| Sport               | Total     | 9                   | 0                   | –             | –             | –                           | –                           | –                  | –                  | 9     | 0     |
| América Mineiro     | 2018      | 17                  | 0                   | –             | –             | –                           | –                           | 2                  | 0                  | 19    | 0     |
| América Mineiro     | Total     | 17                  | 0                   | –             | –             | –                           | –                           | 2                  | 0                  | 19    | 0     |
| Criciúma            | 2019      | 33                  | 0                   | 2             | 0             | –                           | –                           | 2                  | 0                  | 37    | 0     |
| Criciúma            | Total     | 33                  | 0                   | 2             | 0             | –                           | –                           | 2                  | 0                  | 37    | 0     |
| Avaí                | 2020      | 0                   | 0                   | 0             | 0             | –                           | –                           | 5                  | 0                  | 5     | 0     |
| Avaí                | Total     | 0                   | 0                   | 0             | 0             | –                           | –                           | 5                  | 0                  | 5     | 0     |

- b. ^ Jogos da Copa Libertadores, Copa Sul-Americana e Liga dos Campeões da UEFA
- c. ^ Jogos de Campeonato estadual e Amistosos

## Títulos
Santos
- Campeonato Paulista: 2007, 2010[32]
- Copa do Brasil: 2010[33]

Palmeiras
- Copa do Brasil: 2012
- Campeonato Brasileiro - Série B: 2013

São Paulo
- Florida Cup: 2017

Individuais
- Seleção do Campeonato Paulista: 2010[4]

## Ligação externa
- «Perfil no Sambafoot»